# Néstor Pitana

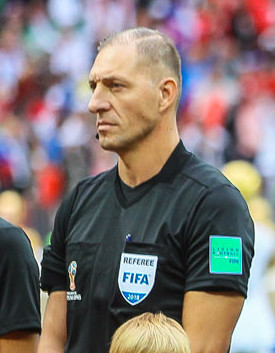
Néstor Pitana bei der Weltmeisterschaft 2018 in Russland

Néstor Fabián Pitana (* 17. Juni 1975 in Corpus, Misiones) ist ein ehemaliger argentinischer Fußballschiedsrichter. Von 2010 bis 2021 war er internationaler Schiedsrichter der FIFA.

## Werdegang
Pitanas internationale Karriere begann 2010, nur drei Jahre nach seinem Debüt in der ersten argentinischen Liga. 2012 leitete er das Finalhinspiel der Recopa Sudamericana, 2013 dann das Hinspiel des Finales der Copa Libertadores. Einige Monate später wurde Pitana für sein erstes FIFA-Turnier angesetzt, die U17-Weltmeisterschaft in den Vereinigten Arabischen Emiraten, wo er zwei Vorrundenspiele und ein Achtelfinale leitete.
Seinen vorläufigen Höhepunkt feierte er mit der Teilnahme an der Weltmeisterschaft 2014 in Brasilien. Bei dieser leitete er drei Gruppenspiele und ein Viertelfinale.
Für den FIFA-Konföderationen-Pokal 2017 in Russland wurde er von der FIFA als einer von neun Hauptschiedsrichtern nominiert.
Im März 2018 wurde Pitana als einer von 36 Unparteiischen für die Endrunde der Fußball-Weltmeisterschaft 2018 in Russland nominiert. Dort leitete er neben dem Eröffnungsspiel zwischen Russland und Saudi-Arabien ein weiteres Gruppenspiel, ein Achtel- sowie ein Viertelfinale. Außerdem nominierte die FIFA Pitana für die Leitung des Finalspiels zwischen Frankreich und Kroatien in Moskau. Pitana ist damit nach seinem Landsmann Horacio Elizondo erst der zweite Schiedsrichter, der bei einer Weltmeisterschaft sowohl für das Eröffnungsspiel als auch für das Finale angesetzt wurde. Von der IFFHS wurde er zum Welt-Schiedsrichter des Jahres 2018 gekürt.
Nach der Copa América 2021 beendete er seine internationale Karriere, ein Jahr später auch seine nationale.

## Einsätze bei FIFA-Turnieren

### Einsätze bei der Fußball-Weltmeisterschaft 2014
| Phase         | Datum         | Spielort       | Heimmannschaft     | Gastmannschaft | Ergebnis  |
| ------------- | ------------- | -------------- | ------------------ | -------------- | --------- |
| Gruppenphase  | 17. Juni 2014 | Cuiabá         | Russland           | Südkorea       | 1:1 (0:0) |
| Gruppenphase  | 23. Juni 2014 | Manaus         | Vereinigte Staaten | Portugal       | 2:2 (0:1) |
| Gruppenphase  | 25. Juni 2014 | Manaus         | Honduras           | Schweiz        | 0:3 (0:2) |
| Viertelfinale | 4. Juli 2014  | Rio de Janeiro | Frankreich         | Deutschland    | 0:1 (0:1) |

### Einsätze beim FIFA-Konföderationen-Pokal 2017
| Phase        | Datum         | Spielort | Heimmannschaft | Gastmannschaft | Ergebnis  |
| ------------ | ------------- | -------- | -------------- | -------------- | --------- |
| Gruppenphase | 18. Juni 2017 | Kasan    | Portugal       | Mexiko         | 2:2 (1:1) |
| Halbfinale   | 29. Juni 2017 | Sotschi  | Deutschland    | Mexiko         | 4:1 (2:0) |

### Einsätze bei der Fußball-Weltmeisterschaft 2018
| Phase         | Datum         | Spielort         | Heimmannschaft | Gastmannschaft | Ergebnis             |
| ------------- | ------------- | ---------------- | -------------- | -------------- | -------------------- |
| Gruppenphase  | 14. Juni 2018 | Moskau           | Russland       | Saudi-Arabien  | 5:0 (2:0)            |
| Gruppenphase  | 27. Juni 2018 | Jekaterinburg    | Mexiko         | Schweden       | 0:3 (0:0)            |
| Achtelfinale  | 1. Juli 2018  | Nischni Nowgorod | Kroatien       | Dänemark       | 4:3 n. E. (1:1, 1:1) |
| Viertelfinale | 6. Juli 2018  | Nischni Nowgorod | Uruguay        | Frankreich     | 0:2 (0:1)            |
| Finale        | 15. Juli 2018 | Moskau           | Frankreich     | Kroatien       | 4:2 (2:1)            |